# Volumen 5
Volumen 5 es el quinto álbum de estudio del grupo argentino Los Fabulosos Cadillacs grabado y editado en septiembre de 1990. Luego del fracaso de disco anterior, los Cadillacs buscaban reivindicarse en la escena argentina, e hicieron un disco mucho más preparado que el anterior. De este disco se extraen canciones como: "Radio Kriminal" y "Demasiada Presión". En este disco participa en percusión Martin "Mosca" Lorenzo de los Auténticos Decadentes. El disco contó con 9 canciones, 2 de ellas dedicadas a Luciano Jr. ("Caballo de madera" y "Tanto como un Dios") e incluyen el tema "Miss You", cover de The Rolling Stones.

## Lista de canciones
| Volumen 5 |                             |                                |          |  |
| N.º       | Título                      | Escritor(es)                   | Duración |  |
| 1.        | «Los olvidados»             | Cianciarulo, Rotman            | 3:13     |  |
| 2.        | «Demasiada presión»         | Fernández Capello              | 4:12     |  |
| 3.        | «Te extraño (Miss You)»     | Jagger, Richards               | 4:39     |  |
| 4.        | «Radio kriminal»            | Cianciarulo, Fernández Capello | 4:38     |  |
| 5.        | «Caballo de manera»         | Cianciarulo                    | 3:16     |  |
| 6.        | «Planeta cero»              | Cianciarulo                    | 3:23     |  |
| 7.        | «La chica de los ojos café» | Renato                         | 4:21     |  |
| 8.        | «Electrasonic V»            | Fernández Capello              | 2:16     |  |
| 9.        | «Tanto como un dios»        | Fernández Capello              | 3:35     |  |

## Curiosidades
- La canción "La Chica de los Ojos Café" es autoría e interpretación original del cantautor panameño Leonardo "Renato" Aulder, la cual tuvo gran éxito en Panamá y Costa Rica. La curiosidad de la letra es que hace referencia a diversas telenovelas que se transmitían en Telemetro, canal 13 y otros lugares de América, entre ellas: Cristal, Principessa, Guadalupe, La Intrusa y otras.